# Lamberti (família)

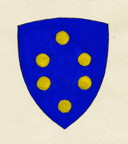
Família Lamberti

Els Lamberti van ser una família important de Florència als segles X, XI i XII.

## Història
Es tracta d'una família d'origen antic, que tradicionalment coneguda com originària d'Alemanya al seguici de l'emperador Otó I, i molts membres de la família van ocupar papers importants en la societat municipal.
Lambert va ser bisbe de Florència del 1025 al 1032. Alguns membres eren líders . Quan Florència va ser destrossada pels continus enfrontaments entre Guelphs i Gibelins, els Lamberti es van posar del costat d'aquests últims. Van estar, com totes les altres famílies gibel·lines, inicialment al capdavant de la ciutat, després exiliats; van tornar a manar de nou, només per ser de nou exiliats. Mosca dei Lamberti va ser un dels membres més famosos d'aquesta il·lustre família, i davant la incertesa dels seus consorts Amidei si volia venjar-se de Buondelmonte de' Buondelmonti va pronunciar la famosa frase: « Cosa fatto capo ha ». Van ser exiliats i les seves cases confiscades, incloent la torre que es va convertir en la seu del partit güelf i el grup de cases conegut com el dado dei Lamberti (que encara avui donarà nom a la cèntrica Via de' Lamberti ).
Després de l'exili nombroses altres famílies nobles Lamberti s'enregistren a Bari, Belluno, Brescia, Cuneo, Milà, Palerm, Treviso, Venècia i Verona, algunes avui desaparegudes. A Florència alguns d'ells van ser readmesos posteriorment i es van afegir al cognom el de Rossellini Gualandi 
Tenien la vil·la de Poggio a Uzzano, on hi ha una placa dictada per Isidoro Del Lungo per a Carlo Mario de' Lamberti que va morir a l'Àfrica el 1896. Mario Lamberti va ser, en canvi, un general del Regne i governador adjunt d'Eritrea.

## Armes
D'azur, amb sis boles d'or, disposades en un cinturó amb blasó
 amb nombroses variacions.